# Mile Sándor
Mile Sándor (Biharnagybajom, 1949. augusztus 14. – 2020. január 3.) magyar labdarúgó, hátvéd.

## Pályafutása
A Rába ETO csapatában mutatkozott az élvonalban 1974. szeptember 7-én a Zalaegerszegi TE ellen, ahol csapata 1–0-ra kikapott. 1974 és 1985 között 283 bajnoki mérkőzésen szerepelt győri színekben és 49 gólt szerzett. Két-két alkalommal bajnok és ezüstérmes, egyszer magyar kupa-győztes lett a csapattal. Utolsó mérkőzésen a Tatabányai Bányásztól 2–1-re kapott ki csapata.

## Sikerei, díjai
- Magyar bajnokság
  - bajnok: 1981–82, 1982–83
  - 2.: 1983–84, 1984–85
- Magyar kupa (MNK)
  - győztes: 1979
  - döntős: 1984